# Hofstetten bei Brienz
Hofstetten bei Brienz é uma comuna da Suíça, no Cantão Berna, com cerca de 540 habitantes. Estende-se por uma área de 8,76 km², de densidade populacional de 62 hab/km². Confina com as seguintes comunas: Brienz, Brienzwiler, Giswil (OW), Lungern (OW), Schwanden bei Brienz.
A língua oficial nesta comuna é o Alemão.